# Guarda Estatal da Sérvia
A Guarda Estatal Sérvia (em sérvio:  Srpska državna straža, SDS; em sérvio:  Српска државна стража; em alemão:  Serbische Staatsgarde/Serbische Staatswache) foi uma força paramilitar colaboracionista usada para impor a lei e a ordem no território ocupado pela Alemanha na Sérvia durante a Segunda Guerra Mundial. Foi formada a partir de dois antigos regimentos da gendarmaria iugoslava, foi criada com a aprovação das autoridades militares alemãs e durante um longo período foi controlada pela SS Superior e pelo Líder da Polícia no território ocupado. Também era conhecido como Nedićevci (Недићевци, lit.  "Os Homens de Nedić"') em homenagem ao líder do governo fantoche sérvio instalado pela Alemanha, General Milan Nedić, que acabou ganhando o controle de suas operações. Ajudou os alemães a impor um dos regimes de ocupação mais brutais da Europa ocupada e ajudou a proteger e executar prisioneiros no campo de concentração de Banjica, em Belgrado. Os seus líderes e grande parte das bases eram simpáticos ao movimento Chetnik de Draža Mihailović, e este foi expurgado pelos alemães em diversas ocasiões por esse motivo. Em outubro de 1944, quando o Exército Vermelho Soviético se aproximou de Belgrado, o SDS foi transferido para o controle de Mihailović por um membro da administração Nedić em fuga, mas rapidamente se desintegrou durante sua retirada para o oeste, com apenas um pequeno número de ex-membros do SDS sendo capturados por os britânicos perto da fronteira entre a Itália e a Iugoslávia em maio de 1945.

## História

### Contexto
Após a invasão, ocupação e desmantelamento da Iugoslávia pelo Eixo em abril de 1941, a Wehrmacht estabeleceu o território ocupado pelos alemães da Sérvia sob um governo militar de ocupação. O território incluía a maior parte da Sérvia propriamente dita, com a adição da parte norte do Kosovo (em torno de Kosovska Mitrovica), e do Banato. Foi a única área do reino dividido da Jugoslávia em que os ocupantes alemães estabeleceram um governo militar, para explorar as principais rotas ferroviárias e fluviais que passavam por ela, e os seus valiosos recursos, particularmente metais não ferrosos. O Comandante Militar na Sérvia nomeou governos fantoches sérvios para "realizar tarefas administrativas sob direção e supervisão alemã". Em 29 de agosto de 1941, os alemães nomearam o Governo de Salvação Nacional (Влада народног спаса / Vlada narodnog spasa) sob o comando do General Milan Nedić, para substituir a curta Administração do Comissário.

### Formação

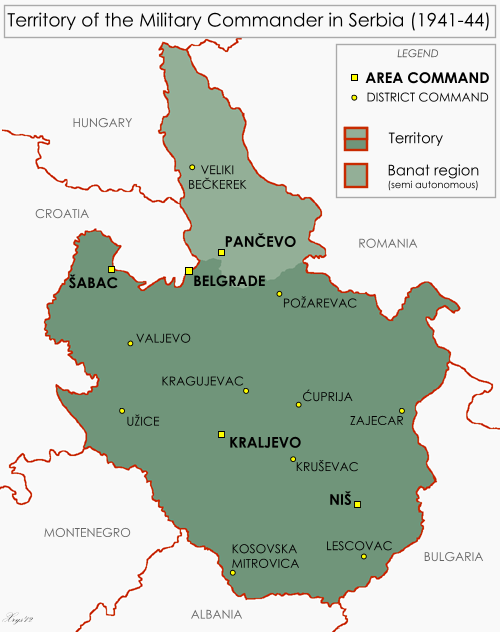
Mapa do território ocupado pelos alemães na Sérvia. Os cinco batalhões da SDS estavam baseados em Belgrado, Kraljevo, Niš, Valjevo e Zaječar

A Guarda do Estado Sérvia (ou SDS) foi estabelecida por Nedić com base num entendimento que alcançou com o Comandante Militar Alemão na Sérvia, General der Artillerie (Tenente General) Paul Bader, e o Superior SS e Líder da Polícia na Sérvia, SS- Obergruppenführer und Generalleutnant der Polizei (SS-General da Polícia) August Meyszner, sobre a manutenção da lei e da ordem no território ocupado. Foi formada em 10 de fevereiro de 1942 a partir de dois ex-regimentos da gendarmaria iugoslava, Drinski e Dunavski,  mas a lei que criou formalmente a força não foi emitida por Nedić até 2 de março de 1942. A SDS assumiu o papel e as funções da gendarmaria e foi inicialmente comandada por Stevan Radovanović. As fontes variam de acordo com a força da SDS. Os alemães estabeleceram inicialmente uma força máxima de 17.000, mas a SDS rapidamente atingiu uma força de 18.500. Inicialmente, a SDS incluía quatro grupos, a Polícia Rural (poljska straža), a Polícia Municipal (gradska straža), a Guarda de Fronteira (ou Fronteira) (granična straža) e a Guarda da Aldeia (seljačka straža). A SDS foi equipada com armas e munições capturadas pelos alemães de toda a Europa e foi organizada como uma força amplamente estática dividida em cinco regiões (oblasts): Belgrado, Kraljevo, Niš, Valjevo e Zaječar, com uma batalhão por região. Cada região foi dividida em três distritos (okrugs), cada um dos quais incluía uma ou mais empresas SDS. Uma filial da SDS foi criada especificamente para servir no Banat e era conhecida como Guarda do Estado do Banat. Foi formado a partir da minoria alemã da região (ou Volksdeutsche) e em março de 1942 contava com menos de mil.
Nedić pretendia que o SDS não só mantivesse a lei e a ordem e guardasse as fronteiras, mas também monitorizasse as necessidades das pessoas e oferecesse assistência e protecção em áreas como “cuidados de saúde, vida cultural, educacional e económica”. A SDS era monarquista e foi rapidamente infiltrada por Chetniks leais a Draža Mihailović. Também carecia de oficiais suficientes, e embora tenha tido alguns sucessos iniciais, nunca se tornou uma força militar eficaz. Meyszner assumiu o controle geral do SDS três dias após sua formação, uma decisão que foi fortemente contestada por Nedić.

### Operações
Juntamente com outras unidades militares e paramilitares colaboracionistas, a SDS foi utilizada contra os Partidários que operavam no território ocupado. No final de 1941, antes da formação da SDS, a gendarmaria sérvia tinha participado na Operação Uzice liderada pelos alemães, que expulsou os Partidários e os Chetniks da área de Užice. A SDS executava rotineiramente guerrilheiros capturados, e freqüentemente fazia e assassinava reféns em cidades e vilarejos. A SDS também incluía ex-membros da gendarmaria que ajudaram as tropas alemãs a prender reféns para serem fuzilados em Kraljevo e Kragujevac em outubro de 1941. Em Julho de 1941, o campo de concentração de Banjica foi estabelecido nos subúrbios de Belgrado. Foi inicialmente guardado pela Gestapo e pela SDS, mas a responsabilidade exclusiva acabou por ser transferida para a SDS, que se comportou de forma sádica e violenta com os reclusos. Os sobreviventes do campo afirmaram que as execuções no campo foram realizadas tanto pela Polícia Especial de Belgrado como pela SDS, e que os executados incluíam crianças. Um total de 3.849 pessoas foram mortas no campo antes de ser fechado em 3 de outubro de 1944. A SDS tornou-se cada vez mais impopular entre a população com o passar do tempo. Apesar da sua independência limitada, a SDS empenhou-se activamente na desumanização dos judeus, dos ciganos e dos sérvios comunistas, e no assassinato de pessoas desses grupos ou na sua entrega aos alemães para execução. Eles se envolveram na execução de reféns sob o controle da Gestapo ou da Wehrmacht e por sua própria iniciativa. O SDS às vezes entrou em conflito com outras formações colaboracionistas, especificamente o Corpo de Voluntários Sérvio de Dimitrije Ljotić (Srpski dobrovoljački korpus ou SDK), e os Pećanac Chetniks leais ao vojvoda Kosta Pećanac.

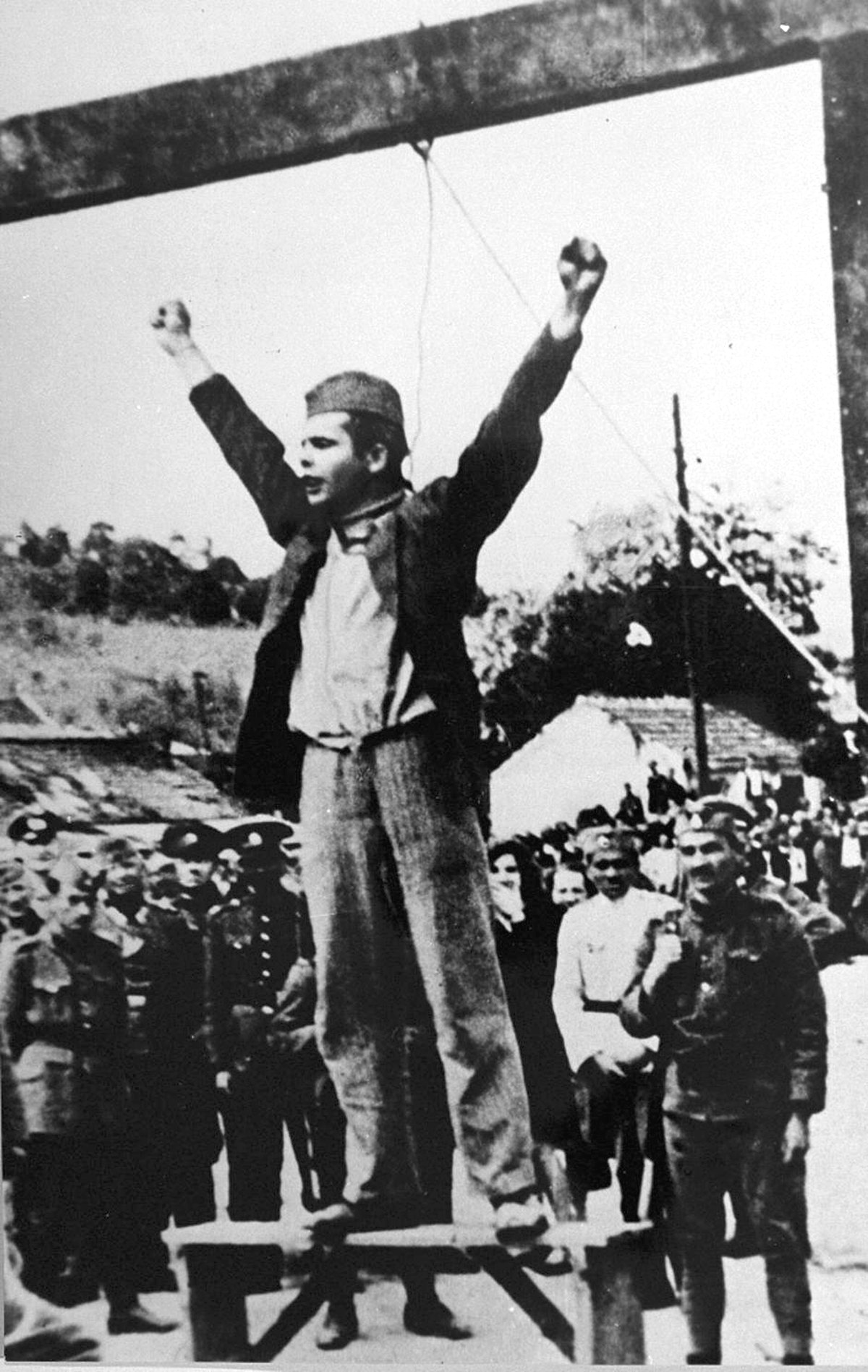
O combatente partidário Stjepan "Stevo" Filipović gritando "Morte ao fascismo, liberdade ao povo!" segundos antes de sua execução por uma unidade da Guarda Estatal Sérvia em Valjevo, em 22 de maio de 1942.

Em março de 1942, Nedić sugeriu aos alemães que o SDK e o Pećanac Chetniks fossem incorporados ao SDS e que ele assumisse o controle da força, mas esta ideia foi firmemente rejeitada. Em meados de 1942, Meyszner nomeou Dragomir Jovanović, o prefeito e chefe da polícia de Belgrado aprovado pela Alemanha, como chefe da Segurança do Estado Sérvio, o que incluía a responsabilidade pela SDS. Os alemães consideraram que Radovanović era um simpatizante de Mihailović, então em junho de 1942 ele foi substituído pelo coronel Borivoje Jonić, irmão do ministro da educação de Nedić, Velibor Jonić. Em julho de 1942, a SDS consistia de 15.000 a 20.000 homens. Em agosto e setembro de 1942, Nedić tentou novamente colocar o SDS sob seu comando, e a recusa alemã em fazê-lo contribuiu para que ele apresentasse sua renúncia. Nedić já havia ameaçado renunciar várias vezes anteriormente por motivos semelhantes, mas nesta ocasião os alemães levaram isso mais a sério e ofereceram-lhe uma audiência com Adolf Hitler. Com base nisso, Nedić permaneceu no seu posto. Em outubro de 1942, a Guarda de Fronteira foi transferida para o Ministério das Finanças. Também em 1942, a Gestapo prendeu alguns oficiais da SDS suspeitos de terem ligações com Mihailović e, no final de 1942, os alemães expurgaram a SDS numa tentativa de eliminar aqueles que simpatizavam com Mihailović. Um dos oficiais superiores do SDS presos pela Gestapo durante o expurgo foi o tenente-coronel Milan Kalabić, prefeito de Požarevac e pai de um dos comandantes da unidade de Mihailović, Nikola Kalabić. O Kalabić mais velho passava informações, armas e munições aos Chetniks de Mihailović. Em outubro de 1942, Milan Kalabić foi executado pelos alemães junto com outros comandantes e homens Chetnik.
Em 1943, a maior parte da base do SDS simpatizava com os Chetniks de Mihailović, e as unidades do SDS eram regularmente "desarmadas" por eles, às vezes até encenando batalhas simuladas para disfarçar transferências de armas e munições tão necessárias para as forças de Mihailović. O próprio Jovanović forneceu assistência financeira a Mihailović com seus próprios fundos discricionários. Em abril de 1943, unidades da SDS foram elogiadas pelos comandantes alemães pela sua luta contra os guerrilheiros perto de Bijeljina, no leste da Bósnia. Em junho de 1943, os alemães prenderam e executaram 1.139 civis sérvios sob suspeita de que estivessem colaborando com o ressurgimento dos guerrilheiros. As SDS estiveram envolvidas nestes crimes e, ao longo de 1943, estiveram activamente envolvidas na prática de atrocidades contra civis sérvios. Depois de muitos atrasos, em 18 de setembro de 1943, Nedić encontrou-se com Hitler em Berlim e foi-lhe prometido que lhe seria dado o comando do SDS e do SDK. Ao regressar a Belgrado, Nedić apelou ao Comandante Militar na Sérvia, General der Infanterie Hans Felber, para tomar providências para a transferência do comando, mas Felber avisou-o de que não tinha recebido ordens para o fazer. Somente em 2 de novembro de 1943 é que Nedić finalmente recebeu o comando do SDS e do SDK. No final de 1943, a SDS atingiu sua força máxima de 36.716 homens. Em fevereiro de 1944, a liderança do SDS evitava qualquer confronto direto com os Chetniks de Mihailović.
Na primavera e no verão de 1944, o SDS diminuiu para uma força de cerca de 24.000 a 25.000 homens. Com o regresso dos Partidários à Sérvia propriamente dita, a SDS começou a sofrer graves baixas. Por exemplo, entre 15 de março e 15 de agosto de 1944, a SDS perdeu 157 homens mortos, 107 feridos e 26 desaparecidos. Durante 1944, a SDS iniciou uma forte repressão na área em torno de Leskovac, devido ao apoio esmagador da região aos Partidários Iugoslavos. A repressão sempre incluiu espancamentos e prisões em aldeias pró-partidárias e, em cerca de metade das aldeias, apoiantes partidários foram executados e as suas casas foram incendiadas. Em agosto de 1944, as unidades do SDS respondiam ao apelo de Mihailović para uma mobilização geral, desertando abertamente para os seus Chetniks.

### Retirada e captura
Três dias após a queda do regime de Nedić, em 6 de outubro de 1944, Felber transferiu o comando do SDS para o general Miodrag Damjanović, chefe do secretariado de Nedić e principal confidente de Mihailović dentro da administração de Nedić. Damjanović imediatamente colocou a si mesmo e aos 6.500 soldados restantes da SDS sob o comando de Mihailović. O SDS foi então renomeado como "Corpo de Choque Sérvio (Srpski udarni korpus ou SUK) do Exército Iugoslavo na Pátria" mais uma vez sob o comando de Radovanović e juntou-se à retirada de outras formações Chetnik em direção à região de Sandžak e depois ao nordeste da Bósnia. Este acordo resultou numa aliança difícil e desconfortável que começou a desintegrar-se sob as pressões da retirada. SUK, ao lado dos chetniks e da milícia muçulmana, as tropas ajudaram os alemães a tomar melhores posições em Sandžak, ao ajudá-los a tomar cidades importantes dos guerrilheiros em outubro de 1944, permitindo que o Grupo de Exércitos E recuasse para a Bósnia. Esta colaboração é mais vergonhosa, considerando que as forças alemãs cometeram atrocidades contra a população civil durante esta retirada, um exemplo disso é o massacre de 30 civis em Zalug, perto de Prijepolje.
Nos últimos dias de dezembro de 1944, o SUK participou, junto com outras formações Chetnik, de uma tentativa malsucedida de capturar a cidade de Tuzla, controlada pelos guerrilheiros, no nordeste da Bósnia. Este fracasso e as recriminações mútuas entre os Chetniks de Mihailović e o SUK resultaram na desintegração efetiva do SUK. Em meados de janeiro de 1945, 5.000 ex-membros do SDS haviam voltado aos alemães, com alguns retornando à Sérvia para aproveitar a anistia de Josip Broz Tito. A maioria foi transportada para a Áustria onde foram usados em batalhões de trabalho sob a direção da Organização Todt, mas cerca de 1.500 foram autorizados a deslocar-se para a área de Ljubljana Gap, onde poderiam juntar-se a outras forças colaboracionistas, como o SDK ou as formações Chetnik de Momčilo, Đujić ou Dobroslav Jevđević. Mihailović não se mostrou preocupado com a sua partida, descrevendo as antigas tropas do SDS como as "piores tropas do mundo".
Os remanescentes do SDS/SUK e dos Chetniks de Mihailović permaneceram sob o comando geral de Damjanović como parte da Divisão Chetnik Šumadija. Esses Chetniks estavam sob o comando das SS desde 12 de dezembro de 1944. Eles cruzaram o rio Soča e se renderam ao exército britânico perto da fronteira entre a Itália e a Iugoslávia em 5 de maio de 1945. Felizmente para eles, foram internados como prisioneiros de guerra e, com excepção de alguns oficiais superiores, não foram repatriados para a Jugoslávia para serem julgados.

## Uniforme e diário
O SDS usava o uniforme verde oliva padrão de 1940 do Exército Real Iugoslavo ou o padrão anterior do Reino da Sérvia, que era verde-cinza no caso dos oficiais e uma cor ocre-acinzentada para os alistados. Estes foram obtidos em lojas protegidas durante a invasão. A Revisão da Guarda do Estado Sérvia (Glasnik Srpske Državne Straže) foi o diário oficial da SDS, publicado de 1942 até o final de 1943. A revista foi editada por Jonić, e os colaboradores incluíram Nedić e Milan Aćimović.

## Classificações

### Alistados e sargentos[47]
- Guarda Alistado (Stražar pripravnik)
- Guarda (Stražar)
- Cabo (Kaplar)
- Sargento (Podnarednik)
- Sargento (Narednik)
- Sargento-mor (Narednik vodnik)

### Oficiais[47]
- 2º Tenente (Potporučnik)
- 1º Tenente (Poručnik)
- Capitão (Kapetan)
- Maior (Maior)
- Tenente Coronel (Potpukovnik)
- Coronel (Pukovnik)
- Brigadeiro-General (Brigadni Đeneral)

### Diários
- Hehn, Paul N. (1971). «Serbia, Croatia and Germany 1941–1945: Civil War and Revolution in the Balkans». University of Alberta. Canadian Slavonic Papers. 13 (4): 344–373. JSTOR 40866373. doi:10.1080/00085006.1971.11091249
- Stambolija, Nebojša (2011). «'Glasnik srpske državne straže' - opšte informacije i tematska analiza sadržaja». Istorija 20. Veka (em servo-croata). 29 (1): 141–150. doi:10.29362/ist20veka.2011.1.sta.141-150